# American Football & Cheerleading Federation Luxembourg
Die American Football & Cheerleading Federation Luxembourg (AFCFL; früher: American Football Federation Luxembourg) ist der Dachverband für American Football und Cheerleading in Luxemburg. Er wurde 2008 gegründet. Die Organisation ist Mitglied des Kontinentalverbandes für Flag und American Football, IFAF Europe, und damit auch des Weltverbandes International Federation of American Football (IFAF).